# Crash Twinsanity
Crash Twinsanity è un videogioco a piattaforme della serie Crash Bandicoot, il quarto non prodotto dalla Naughty Dog. Fu sviluppato da Traveller's Tales e pubblicato da Universal Interactive Studios e Sierra Entertainment nel 2004 per PlayStation 2, Xbox e telefoni cellulari.

## Trama
Tre anni dopo gli eventi del capitolo precedente, il Dr. Neo Cortex si libera dal blocco di ghiaccio in cui era rimasto ibernato. Il tutto comincia con l'ennesimo tentativo del Dr. Cortex di eliminare il suo arcinemico Crash Bandicoot: dopo aver paralizzato Coco, Cortex prende le sue sembianze ed attira Crash ad una "festa di compleanno" dove sono stati invitati gran parte degli scagnozzi al servizio del dottore; la lotta inizia ma anche con il supporto del Mecha Bandicoot (l'ultimo robot di N. Gin) Cortex viene ancora una volta sconfitto: l'arena del combattimento crolla, mentre tra Crash e il dottore scoppia una rissa che li porta ad attraversare le caverne. Ben presto i due si ritrovano a dover affrontare delle strane creature sembianti formiche robotiche, dotate di un enorme trivella. Una volta raggiunta la superficie, i nostri eroi si trovano al cospetto dei Gemelli Cattivi, Victor e Moritz, due pappagalli provenienti dalla decima dimensione dotati di grandi poteri mentali. Resosi conto dell'enorme potere dei due, Cortex (nel frattempo datosi alla fuga in preda ad allucinazioni causate dagli stessi che lo minacciano vendetta) si trova nella situazione di dover chiedere aiuto a Crash ma poco dopo il dottore viene catturato dagli indigeni, con a capo Papu Papu.
Una volta liberato Cortex, i due si trovano poco dopo a dover ancora una volta constatare i grandi poteri dei loro nuovi nemici: i Gemelli Cattivi infatti, animano un grande totem facendolo diventare una mostruosa creatura dotata di 4 braccia. Sconfitta anche questa minaccia, Crash e Cortex si dirigono al Laboratorio di Ghiaccio (luogo ove si trova lo Psychetron) ma devono fare il giro largo a causa di un malfunzionamento della porta; sulla strada si imbattono nel grande Uka Uka che, liberato dal ghiaccio da cui era anch'egli prigioniero da 3 anni, attacca i due. Una volta sconfitto anche lo stregone, il fratello Aku Aku gli propone un'alleanza temporanea contro i nuovi nemici ed i due si dirigono nella decima dimensione per affrontarli; nel frattempo i nostri eroi riescono ad entrare nel laboratorio dello scienziato, giusto in tempo per constatare che l'assalto delle due maschere è fallito. Qui i due gemelli malvagi dichiarano di volersi vendicare del dottor Neo Cortex per aver rovinato loro la vita (azione che Cortex non ricorda) e dicono inoltre di possedere enormi ricchezze, dettaglio che più avanti attirerà molti guai ai nostri eroi.
La strategia di Cortex consiste nell'usare il suo trasporto dimensionale, lo Psychetron, per raggiungere la decima dimensione dove vivono i due gemelli, ma i cristalli del potere raccolti dai due lungo il cammino non bastano ad alimentare la macchina: i due si dirigono così sulla cima della montagna innevata e, dopo aver usato Cortex come slitta di emergenza ed essersi schiantati sulla baita di Dingodile (che viene appunto a sapere del tesoro), raggiungono il punto in cui è attraccata la corazzata di N. Gin. Crash sale a bordo e dopo aver recuperato due cristalli, sconfitto lo scienziato ed essere sopravvissuto all'assalto di N. Tropy e Nitrus Brio (anche loro in cerca del tesoro) ritorna al laboratorio per procedere al viaggio; tuttavia la fortuna non è dalla loro, infatti Coco (nel frattempo liberatasi) fraintende le intenzioni di Cortex e gli dà un calcio guastando così lo Psychetron, ma rimane paralizzata.
A detta dello scienziato, l'unica persona in grado di riparare il macchinario è sua nipote Nina che al momento sta studiando all'Accademia del Male; Crash e Cortex si dirigono là con il dirigibile di quest'ultimo e dopo essere sopravvissuti ad un altro assalto dei Gemelli Cattivi raggiungono la loro destinazione. Dopo un po' di trambusto nel sistema di caldaie sotterraneo e ad uno scontro con Dingodile, i nostri eroi riescono infine a reclutare Nina ma vengono ancora una volta attaccati dalle truppe dei Gemelli Cattivi: Cortex deve anche vedersela con Madame Amberley, perfida e temuta direttrice dell'Accademia del Male con cui non sembra andare troppo d'accordo; durante il viaggio di ritorno, Cortex finalmente riacquista la memoria a proposito dei gemelli malvagi: i due sono Victor e Moritz, i pappagalli domestici che fin da ragazzino di 8 anni, Cortex aveva ai tempi dell'Accademia nonché prime cavie del Raggio Evolvo (che però funzionò malamente, spedendo i due nella decima dimensione).
Tornati al laboratorio, finalmente il gruppo raggiunge la decima dimensione (luogo desolato che rappresenta l'esatto contrario della dimensione originale) ma non sono soli. Infatti la versione malvagia di Crash, Crash Cattivo per l'appunto, rapisce Nina usandola come slitta giù per la montagna vulcanica (contrario della montagna innevata già citata) portandola nella sua dimora; dopo aver superato anche questo ostacolo il gruppo penetra infine nella fortezza del male di Victor e Moritz. Dopo aver ancora una volta sventato l'attacco di N. Tropy, N. Gin e Nitrus Brio con l'aiuto del draghetto viola Spyro il gruppo raggiunge la sala del trono dove i due gemelli attaccano con il Death Bot, un enorme robot da guerra con braccia intercambiabili.
Nina e suo zio fanno il possibile per contrastarlo, ma a dare il colpo di grazia ci pensa Crash con il Mecha Bandicoot, recuperato tramite un portale all'ingresso della fortezza: sconfitti i Gemelli Cattivi fuggono, ma finiscono nella casa del Crash Cattivo che muoiono mangiati.
Tornati al Laboratorio di Ghiaccio, Cortex dichiara di essersi sbagliato su Crash per tutti questi anni e di aver imparato da tutto ciò: non si può fuggire dai propri errori ma li si può sotterrare, così tenta di spedire Crash in un'altra dimensione ma lo Psychetron si guasta nuovamente e fa sparire lo scienziato.
Il dottor Cortex si risveglia poco dopo in un luogo sconosciuto: ben presto capisce di essere nel cervello di Crash dove, circondato da tutti i cloni di quest'ultimo che eseguono il suo famoso balletto, grida disperatamente.

## Modalità di gioco
La maggior differenza rispetto ai precedenti capitoli della serie riguarda la struttura dei livelli: la caratteristica struttura "a tunnel" viene sostituita (ad eccezione dei livelli con Cortex o Nina) da uno pseudo-free roaming che permette di rigiocare i precedenti capitoli in qualsiasi momento semplicemente ritornando nel luogo corrispondente. Le maschere Aku Aku / Uka Uka perdono gran parte del loro potere rispetto ai precedenti capitoli non potendo più proteggere, ad esempio, il protagonista dalle esplosioni, neanche quando si è invincibili, e l'invincibilità stessa non ferisce più i nemici, e dura per soli otto secondi.
Uno dei principali elementi del gameplay consiste nella collaborazione tra Crash e Cortex:
- Cristallo-Matti: In certi momenti del gioco Crash e Cortex si ritrovano a possedere un cristallo che ognuno cerca di strappare all'altro: in questo stato i due si muovono assieme e si può utilizzare Cortex come un martello e lanciarlo lontano per attivare interruttori.
- Rissa Rotolante: Crash e Cortex si picchiano, mentre rotolano attraverso percorsi e discese piene di pericoli (modalità di gioco analoga all'atlasfera del precedente capitolo).
- Slitta dell'Umiliazione: In caso di mancanza di mezzi, Cortex si rivela un ottimo slittino per discendere dalle piste innevate.
- Il Dr. Impazzito: Cortex fugge terrorizzato, mentre Crash deve aprirgli la strada da nemici e ostacoli.

In Crash Twinsanity esistono quindici tipi di casse diversi.
Benché le gemme si possano scovare con maggior facilità rispetto ai capitoli precedenti, può capitare di dover ragionare su come risolvere determinati enigmi, al fine di pervenire alla raccolta delle stesse (ad esempio, nel caso di gemme circondate da casse di nitro, o sospese nel vuoto ad altezze rischiose per il personaggio).
I Frutti Wumpa, se raccolti in un numero pari a 100, regalano una vita extra.

## Personaggi giocabili
In questo capitolo i personaggi giocabili sono 4:
- Crash Bandicoot: Come nei precedenti capitoli Crash è in grado di eseguire l'attacco giravolta, il doppio salto, la scivolata, la panciata, il salto da accovacciato ed il salto in scivolata[8].
- Dr. Neo Cortex: Il dottor Neo Cortex attacca principalmente con la sua pistola al plasma (che tuttavia necessita di essere ricaricata tramite apposite casse), è in grado di spiccare piccoli salti e di eseguire una scivolata "a pelle d'orso"[8].
- Nina Cortex: In modo simile a Crash, anche Nina può eseguire un attacco giravolta, inoltre le sue mani meccaniche le permettono di sferrare dei pugni a distanza, di aggrapparsi a certe sporgenze, di colpire i nemici e anche di distruggere le casse contenenti esplosivi (TNT e Nitro)[8].
- Mecha Bandicoot: Lo si può usare soltanto nella fase finale della battaglia contro i Gemelli cattivi dopo aver usato Crash, Nina e il dottor Cortex per indebolire il cyborg dei Gemelli cattivi, i suoi attacchi consistono nel lanciare dei missili e un potente raggio laser[9].

## Colonna sonora
La colonna sonora del gioco è stata realizzata interamente a cappella, dal gruppo Spiralmouth. Alcuni brani musicali sono stati ripresi da temi classici: quello della parte in cui Cortex è circondato dalle api è basato sul tema Il volo del calabrone, quello del livello Villaggio Indiano su Sul bel Danubio blu, e il tema di Rusty Walrus sulla prima parte de Le Ebridi.

## Sviluppo
Prima dello sviluppo di Twinsanity, la TT-Oxford voleva sviluppare un gioco di Crash con una storia abbastanza seria e cupa, prendendo così una via ben diversa da quella presa da Twinsanity: il gioco in questione è Crash Bandicoot Evolution e molte dei concept art di questo gioco li si possono vedere nella categoria degli extra delle gemme gialle di Twinsanity. In questo gioco, i Gemelli cattivi, gli antagonisti che sarebbero poi comparsi in Twinsanity, avevano intenzione di creare un nuovo pianeta di cui sarebbero stati padroni, e per fare ciò avrebbero dovuto utilizzare i pezzi di tutti gli altri mondi della galassia. Per fermarli, Crash avrebbe quindi dovuto usare lo Psychetron per viaggiare nello spazio tra un pianeta e l'altro, ed interagire con extraterrestri per aiutarli, guadagnandosi la loro fiducia; in più era presente anche un personaggio chiamato Foofie, una sorta di camaleonte alieno che, oltre a donare a Crash nuovi poteri, poteva essere usato come attacco o scudo. Uno dei motivi principali per cui il gioco è stato cancellato è per via dell'uscita di Ratchet & Clank della Insomniac Games alla fine del 2002, il quale utilizzava le stesse idee e lo stesso scopo dell'antagonista principale (prendere pezzi di vari pianeti per crearne uno proprio), quindi il progetto, sia per trama che atmosfera, era troppo simile a Ratchet & Clank, al punto in cui poteva essere considerato una copia.
Dopo un anno, il progetto venne rifatto da zero, e si ebbe fin da subito l'idea di renderlo a tratti ben più comici, con Crash e Cortex semi-alleati. Twinsanity non è stato l'unico titolo a cui i ragazzi della TT-Oxford stavano pensando di proporre al loro gioco: c'erano anche Crash Bandicoot: Fully Fluxed, Crash Bandicoot: A Whole New Dimension, Crash Bandicoot: Tandemonium, Crash Bandicoot Unlimited e Crash Twinsane. Il nome Unlimited fu utilizzato nella demo europea del gioco; Twinsanity doveva inizialmente essere il titolo della versione americana, ma successivamente fu inserito anche in quella europea.
Per la dinamica dei personaggi, il produttore e direttore creativo David Robinson ha citato come influenze principali Jay & Silent Bob e la serie The Ren & Stimpy Show, poiché entrambi presentano una coppia di personaggi dalle personalità opposte che trascorrono molto tempo insieme, come Crash e Cortex; inoltre, Jordan Reichek, che aveva lavorato a Ren & Stimpy, ha scritto la sceneggiatura, fornito input creativi sui personaggi e meccaniche di gioco, e disegnato la copertina.
Il personaggio di Nina Cortex è stato creato e disegnato da Duke Mighten, e originariamente doveva compiere il suo debutto in Crash Nitro Kart, ma fu scartata dalla versione finale del gioco. Nonostante dovesse fare il suo debutto in Crash Twinsanity, Nina è apparsa per la prima volta in Crash Bandicoot Fusion, uscito pochi mesi prima. Il personaggio di Rusty Walrus è ispirato al boss finale di The NewZealand Story.

### Versioni beta e parti eliminate
Crash Twinsanity fa un ampio uso di idee tolte e inutilizzate, tra cui livelli, scene, nemici, e altro. Molti screenshot e concept art delle due versioni originali del gioco sono contenuti nella sezione "Galleria Concept" del gioco definitivo. Tra i livelli eliminati, è noto quello chiamato "Gone a Bit Coco" (indicato come "Coco la Svitata" nel logo inutilizzato italiano del livello),nel quale Cortex sarebbe entrato nella mente della sorella di Crash.

## Accoglienza
| Testata                          | Versione | Giudizio |
| -------------------------------- | -------- | -------- |
| Metacritic (media al 19-07-2020) | PS2      | 64/100   |
| Metacritic (media al 19-07-2020) | Xbox     | 66/100   |
| 1UP.com                          | Xbox     | B        |
| Eurogamer                        | PS2      | 7/10     |
| Game Informer                    | Xbox     | 6/10     |
| GamePro                          | Tutte    | 7.5/10   |
| GameRevolution                   | Tutte    | C+       |
| GameSpot                         | PS2      | 7.3/10   |
| GameSpot                         | Xbox     | 7.4/10   |
| GameZone                         | PS2      | 6.9/10   |
| GameZone                         | Xbox     | 7.5/10   |
| IGN                              | PS2      | 7.7/10   |
| OXM (US)                         | Xbox     | 7.3/10   |
| TeamXbox                         | Xbox     | 7.5/10   |
| Multiplayer.it                   | PS2      | 6.5/10   |
| SpazioGames.it                   | PS2      | 7.7/10   |
| Gamesurf                         | PS2      | 7/10     |

Crash Twinsanity ha ricevuto recensioni miste ma per lo più positive. Vennero apprezzate l'introduzione di un ambiente free-roaming, l'innovazione del gameplay, la grafica, l'umorismo, il doppiaggio, in particolare Lex Lang, che prestò la voce a Cortex da questo gioco in poi, e Nina, utilizzabile come personaggio giocabile nel gioco. Tuttavia, vennero criticate le sezioni di platform con Crash in solitaria e soprattutto i problemi con la telecamera, considerata pessima e non collaborativa, mentre la colonna sonora in stile a cappella ha ricevuto pareri contrastanti e i controlli sono stati anch'essi generalmente criticati.
Le vendite di Crash Twinsanity sono state piuttosto deludenti, vendendo solo 800 000 copie nel mondo, rendendolo il terzo gioco peggiore della serie per vendite dietro a Crash Bandicoot Fusion e Crash Boom Bang! e il peggiore su console fisse. Già da un po' di tempo Vivendi fece un ultimatum: dato che i giochi stavano perdendo velocemente vendite e qualità col tempo, la serie poteva venire fermata se le vendite non avrebbero soddisfatto le aspettative, e sarebbe potuto finire tutto con Crash Nitro Kart, che però ritardò la crisi, vendendo oltre 3 milioni di copie. Crash Twinsanity non vendette molto perché la serie soffriva ormai di stagnamento, il suo gameplay stava diventando ripetitivo e obsoleto e la serie non attraeva più, così i fan si spostarono ad altre saghe platform su PS2 (Jak and Daxter, Ratchet & Clank e Sly). Essendo uscito tra settembre e dicembre del 2004, Twinsanity uscì troppo tardi e con troppa concorrenza, dato che in quel periodo erano usciti anche Jak 3, Ratchet & Clank 3 e Sly 2, dando così al gioco un pessimo tempismo di uscita. Le vendite deludenti del gioco convinsero la Vivendi Universal Games a smantellare la Travellers Tales Oxford Studios ed eliminare i loro progetti futuri: il seguito Crash Twinsanity 2, in cui Crash sarebbe finito in una TV a causa di una macchina di Cortex e doveva esplorare dei vari programmi televisivi, e Cortex Chaos, uno spin-off incentrato su Cortex. Un terzo progetto, tuttavia, ovvero Crash Clash Racing convinse Vivendi a fare un ultimo tentativo e divenne il futuro Crash Tag Team Racing, sviluppato dalla Radical Entertainment.